# Podu Iloaiei
Podu Iloaiei is een stad (oraș) in het Roemeense district Iași. De stad telt 10.162 inwoners (2007).